# Cazals-des-Baylès
Cazals-des-Baylès (okzitanisch Casal dels Bailes) ist eine französische Gemeinde mit 56 Einwohnern (Stand 1. Januar 2022) im Département Ariège in der Region Okzitanien. Sie gehört zum Kanton Mirepoix und zum Arrondissement Pamiers. 
Nachbargemeinden sind Malegoude im Norden, Seignalens im Osten, Val de Lambronne im Südosten, Moulin-Neuf im Süden, Roumengoux im Südwesten und Mirepoix im Westen.

## Bevölkerungsentwicklung
| Jahr      | 1962 | 1968 | 1975 | 1982 | 1990 | 1999 | 2006 | 2017 |
| --------- | ---- | ---- | ---- | ---- | ---- | ---- | ---- | ---- |
| Einwohner | 71   | 50   | 55   | 37   | 31   | 36   | 38   | 56   |